# Týřovické skály
Týřovické skály jsou výrazný skalní útvar tvořený svrchnokambrickými andezitovými lávami o mocnosti až 250 m nalézající se 0,5 km severovýchodně od obce Týřovice nad údolím Berounky na jejím pravém břehu.
Týřovické skály jsou dnes součástí NPR Týřov. Skály jsou zakončeny odděleným vrcholem se skalními stěnami a srázy. Od roku 1933 byly chráněny jako samostatná přírodní rezervace spolu se sousední přírodní rezervací Týřovské tisy. V roce 1984 byly tyto dvě přírodní rezervace sloučeny do Národní přírodní rezervace Týřov.

## Galerie

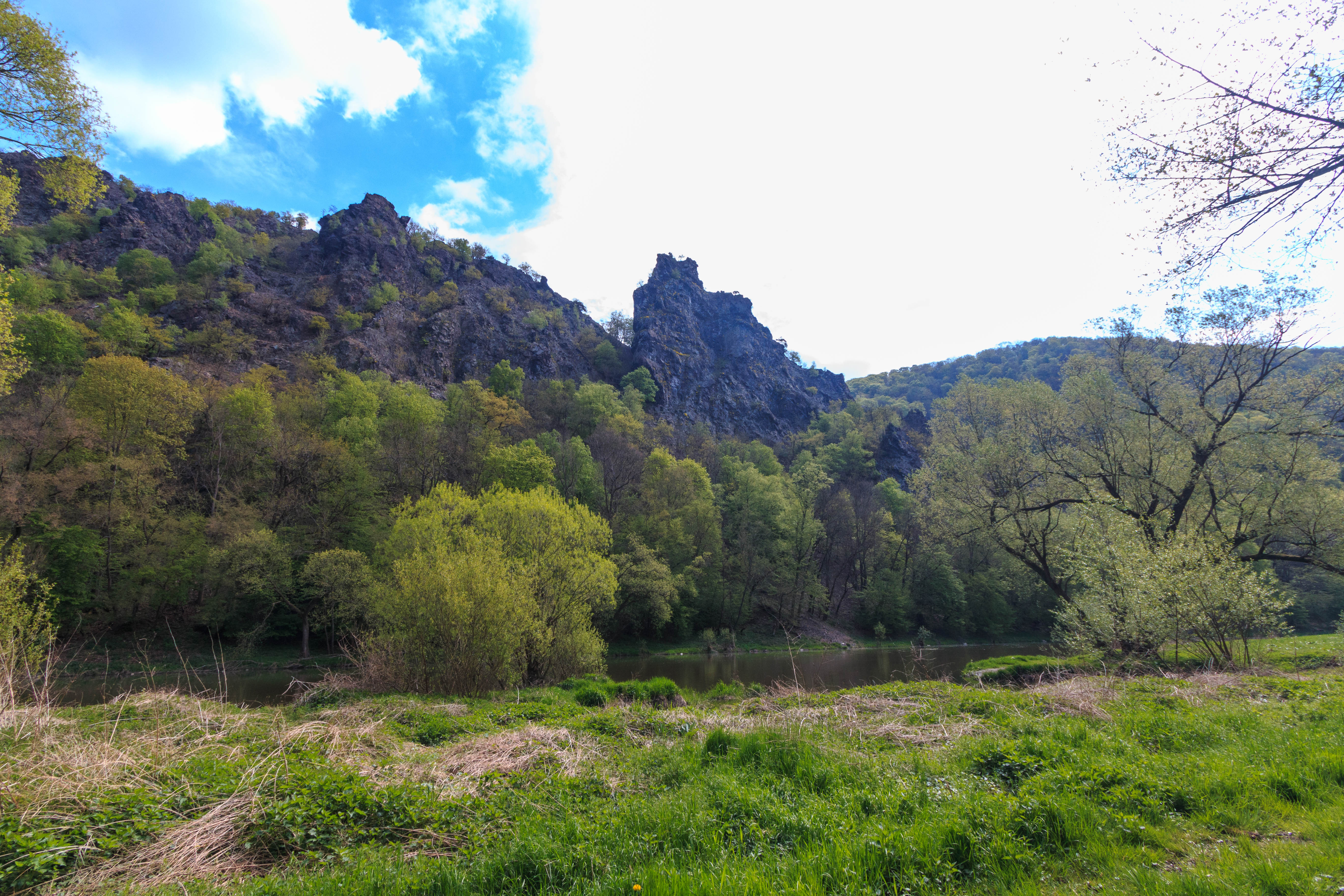
Týřovické skály - pohled z údolí Berounky
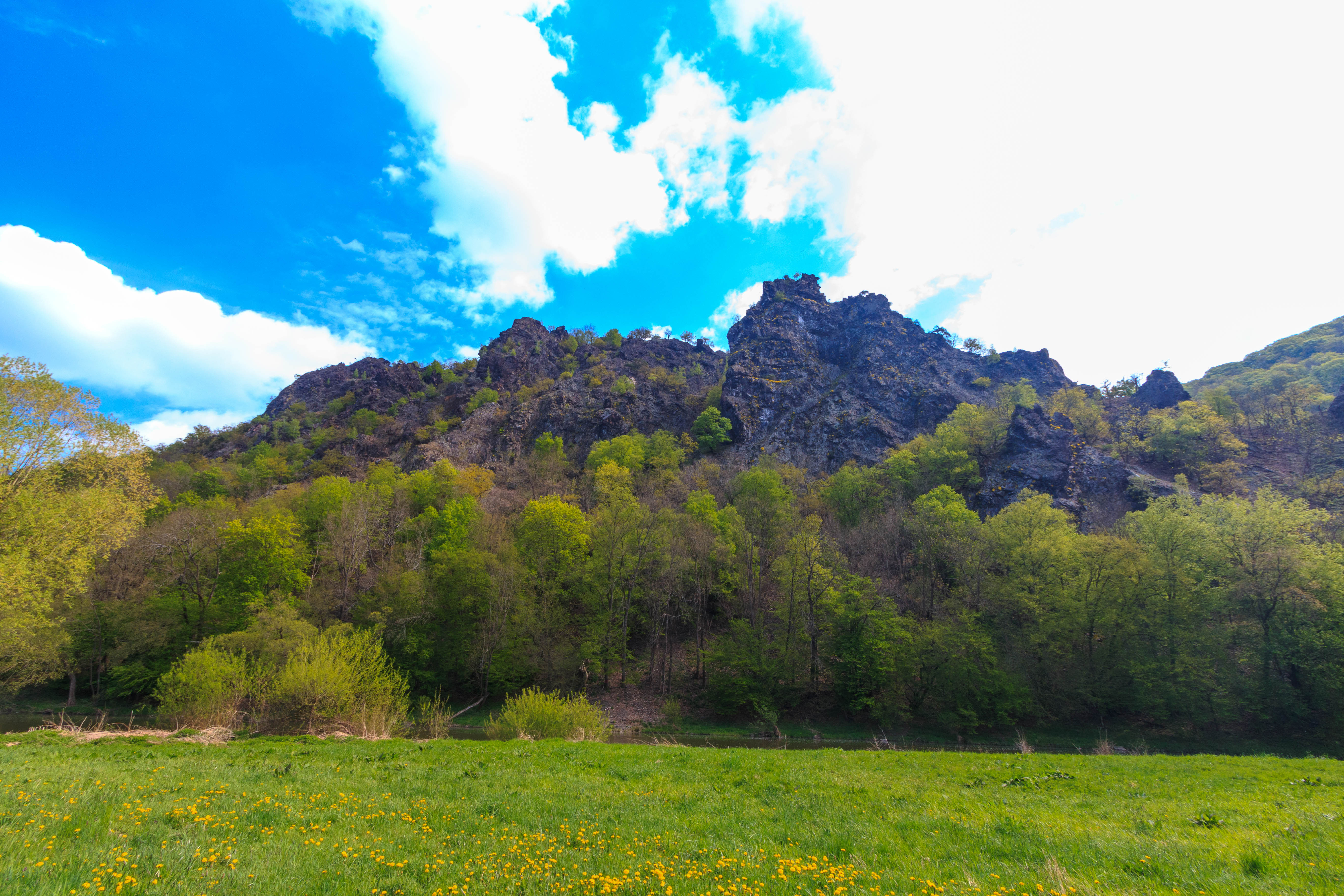
Týřovické skály - pohled z údolí Berounky
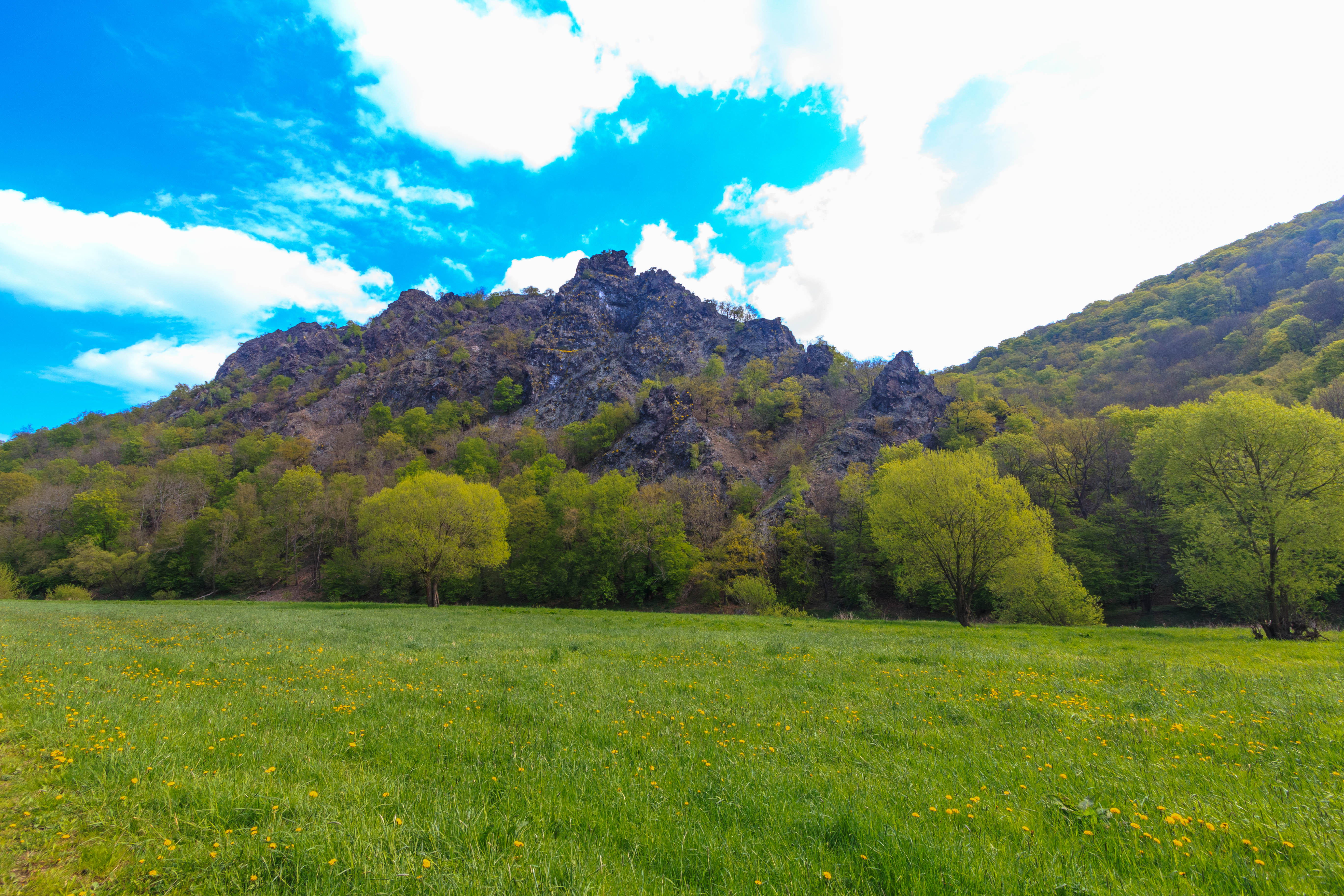
Týřovické skály - pohled z údolí Berounky
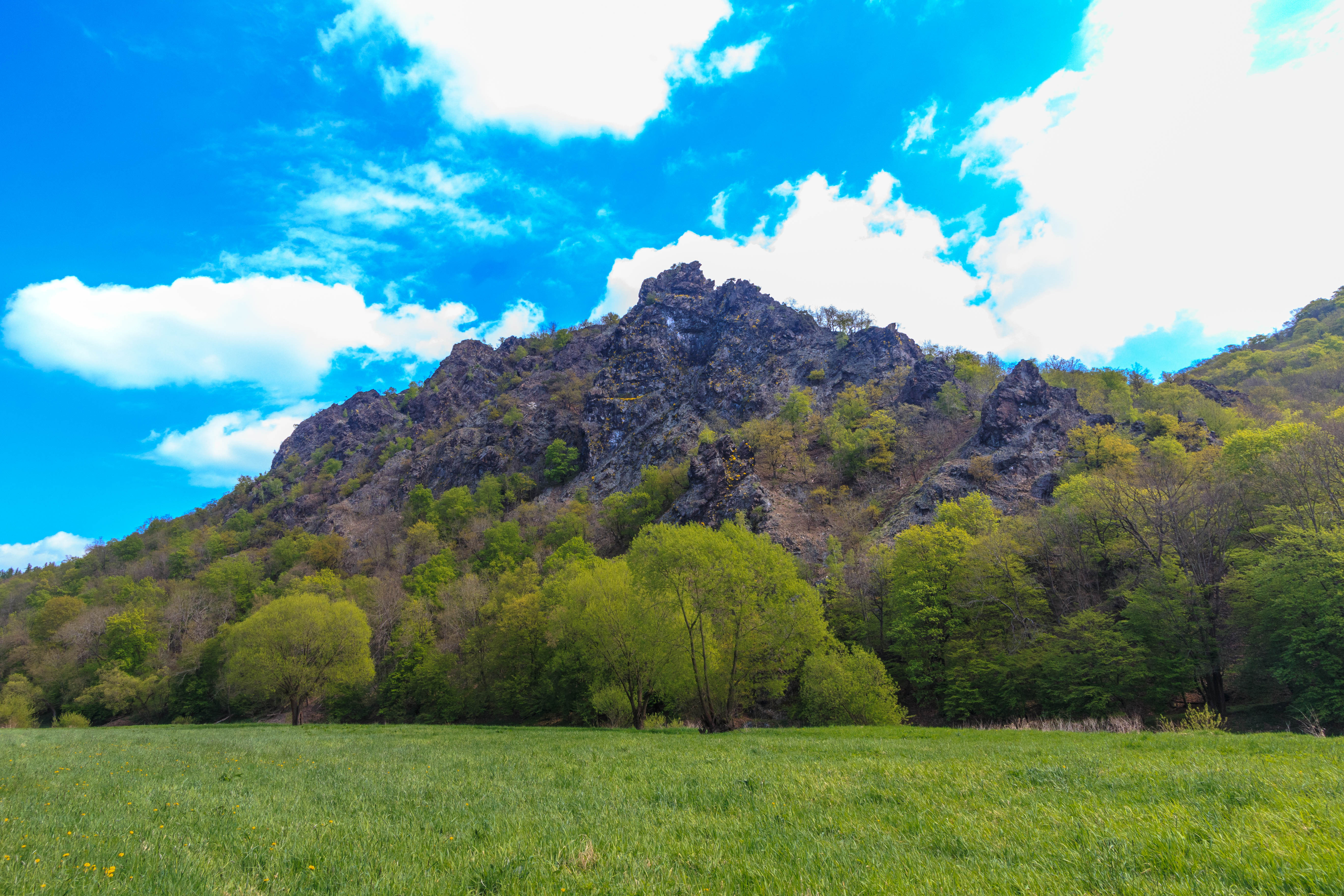
Týřovické skály - pohled z údolí Berounky